# 国际银幕
《国际银幕》（英語：Screen International）是英国出版的一份电影行业杂志，其网站为《每日银幕》，电影节场刊版本为《银幕》。

## 杂志名变更
该杂志的名称在历史上曾经多次变更：

| 杂志1英文名                               | 时期          |
| Today's Cinema: News and Property Gazette | 1912年-1957年 |
| The Daily Cinema                          | 1957年-1968年 |
| Today's Cinema                            | 1969年-1971年 |

| 杂志2英文名                                     | 时期          |
| Optical Magic Lantern and Photographic Enlarger | 1889年-1907年 |
| Kinematograph Weekly                            | 1907年-1971年 |

1971年，Today’s Cinema和Kinematograph Weekly两份杂志合并为Cinema TV Today。1975年Cinema TV Today被收购，改名为Screen International（国际银幕），重新发行至今。

## 电影节场刊
该杂志会在柏林、戛纳等电影节上发放《银幕》（Screen）的免费杂志，称作“场刊”。场刊会记载电影节详细日常安排、电影介绍、影人专访等信息，从电影节举办的前一天开始，每天出版一期。此外，电影片方也可以以广告的形式购买场刊页面进行宣传。
该杂志还会邀请各国记者和影评人组成评审团，对前一天放映的所有参赛影片给出“场刊评分”，评分满分为4分。但其评审团和电影节官方评委没有关系。该场刊评分不能决定电影节各奖项归属，但它是媒体预测奖项的重要参考。